# زامورا، میچوآکان
زامورا، میچوآکان (به اسپانیایی: Zamora, Michoacán) از شهرهای کشور مکزیک است که در ایالت میچوآکان قرار دارد و جمعیت آن طبق سرشماری سال ۲۰۱۰ میلادی ۱۴۱٬۶۲۷ نفر بوده است.